# 喻家坳乡
喻家坳乡是中国湖南省宁乡市下辖乡。喻家坳位于宁乡县中北部，处宁乡市、桃江县与赫山区三县市区交汇处。地缘上，喻家坳东与煤炭坝镇接壤，南与大成桥、双凫铺镇毗邻，西接横市镇，北连桃江县灰山港镇与赫山区岳家桥镇。辖域面积96.85平方公里，人口3.9万人（2000年人口普查35,670人）。

## 历史
由原喻家坳乡和涌泉山乡于1995年合并设立。

## 区划
截止2016年，下辖8个行政村，分别为喻家坳村、南岭村、高田村、泉龙村、涌泉山村、太平山村、湖溪塘村与神武村。

## 地理
峡山水库是当地最大的水库，水库流出的水汇入沩水。

## 经济
主要出产煤炭、水泥、石灰石及炭素制品。
西瓜和烟草是当地经济作物。

## 教育
- 小学：涌泉完全小学、合兴完全小学
- 初中：喻家坳初级中学

## 交通
省道S224从南往东北穿过喻家坳乡，南方是双凫铺镇，东北方是煤炭坝镇。
S71娄益高速公路经过喻家坳乡的西边。